# أبيلين
أبيلين (بالإنجليزية: Abilene)‏ هي مدينة أمريكية تقع في ولاية تكساس.تبلغ مساحة هذه المدينة 286.5 (كم²)،ويبلغ عدد سكانها 117063 نسمة حسب إحصاء سنة 2010 م. تشير إحصاءات سنة 2000م بأن الكثافة السكانية في هذه المدينة تقدر بـ(429.9) نسمة/كم2.

## التركيبة السكانية
حدّد مكتب تعداد الولايات المتحدة بيانات التركيبة السكانية لأبيلين في تعداد الولايات المتحدة. في ما يلي، التركيبة السكانية حسب تعدادي 2000 و2010.

### تعداد عام 2000
بلغ عدد سكان أبيلين 115,930 نسمة بحسب تعداد عام 2000، وبلغ عدد الأسر 41,570 أسرة وعدد العائلات 28,081 عائلة مقيمة في المدينة. في حين سجلت الكثافة السكانية 399.3 نسمة لكل كيلومتر مربع (1,034.2/ميل2). وبلغ عدد الوحدات السكنية 45,618 وحدة بمتوسط كثافة قدره 157.1 لكل كيلومتر مربع (406.9/ميل2).
وتوزع التركيب العرقي للمدينة بنسبة 78.07% من البيض و8.81% من الأمريكيين الأفارقة و0.55% من الأمريكيين الأصليين و1.33% من الأمريكيين ذوي الأصول الآسيوية و0.07% من سكان جزر المحيط الهادئ و8.73% من الأعراق الأخرى و2.44% من عرقين مختلطين أو أكثر و19.45% من الهسبانيون أو اللاتينيون من أي عرق.
بلغ عدد الأسر 41,570 أسرة كانت نسبة 37.6% منها لديها أطفال تحت سن الثامنة عشر تعيش معهم، وبلغت نسبة الأزواج القاطنين مع بعضهم البعض 52% من أصل المجموع الكلي للأسر، ونسبة 11.9% من الأسر كان لديها معيلات من الإناث دون وجود شريك، بينما كانت نسبة 3.7% من الأسر لديها معيلون من الذكور دون وجود شريكة وكانت نسبة 32.4% من غير العائلات. تألفت نسبة 26.6% من أصل جميع الأسر من عدة أفراد يعيشون في نفس المنزل ونسبة 9.8% كانت تتألف من شخص يعيش بمفرده يبلغ من العمر 65 عاماً أو أكثر. وبلغ متوسط حجم الأسرة المعيشية 2.53، أما متوسط حجم العائلات فبلغ 3.07.
بلغ العمر الوسطي للسكان 31.1 عاماً. وكانت نسبة 25.2% من القاطنين تحت سن الثامنة عشر، وكانت نسبة 11% بين الثامنة عشر والرابعة والعشرين عاماً، ونسبة 25.9% كانت واقعةً في الفئة العمرية ما بين الخامسة والعشرين والرابعة والأربعين عاماً، ونسبة 17.4% كانت ما بين الخامسة والأربعين والرابعة والستين، ونسبة 11.1% كانت ضمن فئة الخامسة والستين عاماً فما فوق. يوجد لكل 100 أنثى 93.1 ذكر، ويوجد لكل 100 أنثى في الثامنة عشر من عمرها فما فوق 89.8 ذكر.
بلغ متوسط دخل الأسرة في المدينة 33,002 دولارًا، أما متوسط دخل العائلة فبلغ 40,011 دولارًا. وكان متوسط دخل الذكور 28,043 دولارًا مقابل 20,930 دولارًا للإناث. وسجل دخل الفرد الخاص بالمدينة 16,919 دولارًا. وكانت نسبة 10.9% من العائلات ونسبة 15.4% من السكان تحت خط الفقر، وكان من هؤلاء نسبة 19.2% تحت سن الثامنة عشر ونسبة 9.1% في الخامسة والستين من العمر وما فوق.

### تعداد عام 2010
بلغ عدد سكان أبيلين 117,063 نسمة بحسب تعداد عام 2010، وبلغ عدد الأسر 43,612 أسرة وعدد العائلات 27,923 عائلة مقيمة في المدينة. في حين سجلت الكثافة السكانية 403.2 نسمة لكل كيلومتر مربع (1,044.3/ميل2). وبلغ عدد الوحدات السكنية 47,783 وحدة بمتوسط كثافة قدره 164.6 لكل كيلومتر مربع (426.3/ميل2).
وتوزع التركيب العرقي للمدينة بنسبة 75.47% من البيض و9.58% من الأمريكيين الأفارقة و0.68% من الأمريكيين الأصليين و1.67% من الأمريكيين ذوي الأصول الآسيوية و0.09% من سكان جزر المحيط الهادئ و9.18% من الأعراق الأخرى و3.32% من عرقين مختلطين أو أكثر و24.49% من الهسبانيون أو اللاتينيون من أي عرق.
بلغ عدد الأسر 43,612 أسرة كانت نسبة 33% منها لديها أطفال تحت سن الثامنة عشر تعيش معهم، وبلغت نسبة الأزواج القاطنين مع بعضهم البعض 45.8% من أصل المجموع الكلي للأسر، ونسبة 13.7% من الأسر كان لديها معيلات من الإناث دون وجود شريك، بينما كانت نسبة 4.6% من الأسر لديها معيلون من الذكور دون وجود شريكة وكانت نسبة 36% من غير العائلات. تألفت نسبة 28.7% من أصل جميع الأسر من عدة أفراد يعيشون في نفس المنزل ونسبة 9.9% كانت تتألف من شخص يعيش بمفرده يبلغ من العمر 65 عاماً أو أكثر. وبلغ متوسط حجم الأسرة المعيشية 2.46، أما متوسط حجم العائلات فبلغ 3.04.
بلغ العمر الوسطي للسكان 31.7 عاماً. وكانت نسبة 23.4% من القاطنين تحت سن الثامنة عشر، وكانت نسبة 15.5% بين الثامنة عشر والرابعة والعشرين عاماً، ونسبة 26.4% كانت واقعةً في الفئة العمرية ما بين الخامسة والعشرين والرابعة والأربعين عاماً، ونسبة 22.2% كانت ما بين الخامسة والأربعين والرابعة والستين، ونسبة 12.5% كانت ضمن فئة الخامسة والستين عاماً فما فوق. وتوزع التركيب الجنسي للسكان بنسبة 50.5% ذكور و49.5% إناث.

## المناخ
يظهر الجدول التالي التغييرات المناخية على مدار السنة لأبيلين:
| البيانات المناخية لـأبيلين                                                               | البيانات المناخية لـأبيلين | البيانات المناخية لـأبيلين | البيانات المناخية لـأبيلين | البيانات المناخية لـأبيلين | البيانات المناخية لـأبيلين | البيانات المناخية لـأبيلين | البيانات المناخية لـأبيلين | البيانات المناخية لـأبيلين | البيانات المناخية لـأبيلين | البيانات المناخية لـأبيلين | البيانات المناخية لـأبيلين | البيانات المناخية لـأبيلين | البيانات المناخية لـأبيلين |
| الشهر                                                                                    | يناير                      | فبراير                     | مارس                       | أبريل                      | مايو                       | يونيو                      | يوليو                      | أغسطس                      | سبتمبر                     | أكتوبر                     | نوفمبر                     | ديسمبر                     | المعدل السنوي              |
| ---------------------------------------------------------------------------------------- | -------------------------- | -------------------------- | -------------------------- | -------------------------- | -------------------------- | -------------------------- | -------------------------- | -------------------------- | -------------------------- | -------------------------- | -------------------------- | -------------------------- | -------------------------- |
| الدرجة القصوى °ف (°م)                                                                    | 90 (32)                    | 94 (34)                    | 98 (37)                    | 104 (40)                   | 109 (43)                   | 110 (43)                   | 110 (43)                   | 111 (44)                   | 107 (42)                   | 103 (39)                   | 92 (33)                    | 89 (32)                    | 111 (44)                   |
| متوسط درجة الحرارة الكبرى °ف (°م)                                                        | 56.8 (13.8)                | 60.5 (15.8)                | 68.6 (20.3)                | 77.3 (25.2)                | 84.6 (29.2)                | 90.5 (32.5)                | 94.2 (34.6)                | 94.0 (34.4)                | 86.8 (30.4)                | 77.3 (25.2)                | 66.3 (19.1)                | 56.9 (13.8)                | 77.0 (25.0)                |
| متوسط درجة الحرارة الصغرى °ف (°م)                                                        | 33.0 (0.6)                 | 37.0 (2.8)                 | 44.4 (6.9)                 | 51.9 (11.1)                | 61.4 (16.3)                | 68.8 (20.4)                | 71.2 (21.8)                | 70.7 (21.5)                | 63.5 (17.5)                | 53.6 (12.0)                | 42.3 (5.7)                 | 33.6 (0.9)                 | 52.6 (11.4)                |
| أدنى درجة حرارة °ف (°م)                                                                  | −9 (−23)                   | −7 (−22)                   | 9 (−13)                    | 25 (−4)                    | 33 (1)                     | 44 (7)                     | 54 (12)                    | 48 (9)                     | 38 (3)                     | 23 (−5)                    | 13 (−11)                   | −7 (−22)                   | −9 (−23)                   |
| الهطول إنش (مم)                                                                          | 1.02 (26)                  | 1.36 (35)                  | 1.74 (44)                  | 1.64 (42)                  | 3.18 (81)                  | 3.56 (90)                  | 1.87 (47)                  | 2.59 (66)                  | 2.24 (57)                  | 2.98 (76)                  | 1.41 (36)                  | 1.23 (31)                  | 24.82 (630)                |
| متوسط تساقط الثلوج إنش (سم)                                                              | 1.8 (4.6)                  | 0.9 (2.3)                  | 0.4 (1.0)                  | 0.4 (1.0)                  | 0 (0)                      | 0 (0)                      | 0 (0)                      | 0 (0)                      | 0 (0)                      | 0 (0)                      | 0.5 (1.3)                  | 1.2 (3.0)                  | 5.2 (13)                   |
| متوسط أيام هطول الأمطار (≥ 0.01 in)                                                      | 4.7                        | 5.4                        | 6.0                        | 5.0                        | 7.7                        | 7.0                        | 5.1                        | 5.9                        | 5.8                        | 6.6                        | 4.6                        | 5.1                        | 68.9                       |
| متوسط الأيام المثلجة (≥ 0.1 in)                                                          | 0.9                        | 0.7                        | 0.3                        | 0                          | 0                          | 0                          | 0                          | 0                          | 0                          | 0                          | 0.3                        | 0.6                        | 2.8                        |
| ساعات سطوع الشمس الشهرية                                                                 | 204.6                      | 203.4                      | 263.5                      | 282.0                      | 306.9                      | 330.0                      | 347.2                      | 316.2                      | 258.0                      | 248.0                      | 198.0                      | 192.2                      | 3٬150                      |
| المصدر: National Weather Service, San Angelo Hong Kong Observatory (sun only, 1961–1990) |                            |                            |                            |                            |                            |                            |                            |                            |                            |                            |                            |                            |                            |

## توأمة
لأبيلين اتفاقيات توأمة مع:
- كورنث

## أعلام
- توماس جاي ييتس
- ليكسي دين روبرتسون
- إي. أ. سيمز
- إيك كورتيس
- فيكتور باين
- جيم هال
- بيل شارمان
- فيني بول
- جيسيكا سمبسون
- ريان غوزمان